# Jacky Chazalonová
Jacky Chazalonová (* 24. března 1945, Alès) je bývalá francouzská basketbalistka, která nastupovala především na postu rozehrávače. S ženskou francouzskou basketbalovou reprezentací získala stříbro na mistrovství Evropy v roce 1970. Za národní tým odehrála 189 zápasů. Většinu své kariéry (1964–1976) strávila v klubu Clermont UC, který v té éře zcela dominoval francouzskému ženskému basketbalu, a s nímž získala devět po sobě jdoucích mistrovských titulů v letech 1968-1976 a čtyřikrát postoupila do finále Euroligy (tehdy Poháru mistrů evropských zemí), nejvyšší evropské klubové soutěže. V roce 2000 byla zvolena nejlepší francouzskou basketbalistkou 20. století. V roce 2009 byla Mezinárodní basketbalovou federací uvedena do její síně slávy.